# 陈树人
陈树人（1884年2月9日—1948年10月4日），原名哲，后改名韶，字树人，号葭外渔子、二山山樵、得安老人，男，广东番禺人，中国近代政治人物、画家。少从岭南画家居廉学画。曾经两度赴日本留学，为同盟会会员，也是辛亥革命元老，曾任国民党海外部部长和广东省政府民政厅厅长。作画擅长山水、花卉，尤工木棉花。其绘画融汇中西画法而别具明洁雅逸，为岭南画派创始人之一，与高剑父、高奇峰并称“二高一陈”、又稱「嶺南三傑」。著有诗集《寒绿吟草》、《戰塵集》等。

## 生平
陈树人于1884年2月9日（清光緒十年正月十三日）出生于广东省番禺县明经乡（今番禺区归入广州市），自幼喜爱绘画。十七岁时即随居廉学画。1903年，树人二十岁，经居廉介绍与其侄孙女——居巢的孙女居若文结婚。
1904年与高剑父、高奇峰一道创办《广东日报》，暗中鼓吹革命。1905年，孙中山从欧美转赴日本组织同盟会，途经香港，不能登岸，陈树人闻讯，毫不犹豫地与陈少白、黄世仲等人相约登船会见孙中山，并当场加入了同盟会，成为参加同盟会的第九人。1906年赴日本留学，入京都美术学院攻读绘画科。1912年，陈树人学成归国，任广东高等学堂美术科教授。并与高剑父、潘达微先后在香港、上海等地办《时事画报》、《真相画报》，传播革命思想和新绘画理念，他在该报发表了他译述的《新画法》，是早期介绍西洋美术史及绘画技法的简易教材，对读者有启蒙作用。1913年，讨袁运动的二次革命失败，孙中山流亡日本，陈树人与高剑父追随中山先生，第二次东渡日本。他取得公费留学，为探索世界文学，入东京立教大学文学系学习。四年后毕业，获的东京立教大学文学士学位。1917年，陈树人奉孙中山之命赴加拿大主持当地中华革命党党务。其时加拿大发生了汤化龙被刺事件。陈树人被当地政府指为主谋，被拘捕。后经华侨和革命党人之极力营救，才恢复自由。
1922年，陈树人由加拿大回国，适值陈炯明在粤叛变，孙中山避居永丰舰。他在香港闻变后即回广州，冒险到永丰舰晋谒孙中山。孙中山嘱托陈树人从速返港转沪，并派他担任上海的党务部部长。1923年旧历除夕，孙中山率廖仲恺、陈树人等由上海南下，返回广东，就任大元帅。其后两年，陈树人在孙中山身边工作，得到孙中山的信任和倚重。
1926年初，广州成立国民政府，陈树人首任国民政府秘书长。第一次国共合作失败后，陈树人愤而辞职。1931年，陈树人的作品《岭南春色》在比利时万国博览会中获得金奖，后分别被聘为“巴黎中国画展委员”、“柏林中国画展委员”、“伦敦中国艺术展委员”等。1932年，被任命为国民政府侨务委员会委员长。抗日战争开始后，陈树人绝少作画，但常有赋诗以示心中愤懑。1938年亲赴菲律宾等地，向当地华侨劝销爱国公债，并集款达数百万美元。
1947年，先后在广州和上海举办了个人画展。4月23日，國民政府准免僑務委員會委員長陳樹人本職。:8340
1948年10月4日，陈树人因胃溃疡病逝，享壽65岁。

## 評價
2017年6月，廣東美術百年大展學術委員會公佈了特別評選出的廣東百年美術史上的21位廣東美術大家，其中包括陳樹人、李鐵夫、何香凝、高剑父、林風眠、高奇峰、林風眠、趙少昂、關山月、羅工柳等。

## 纪念

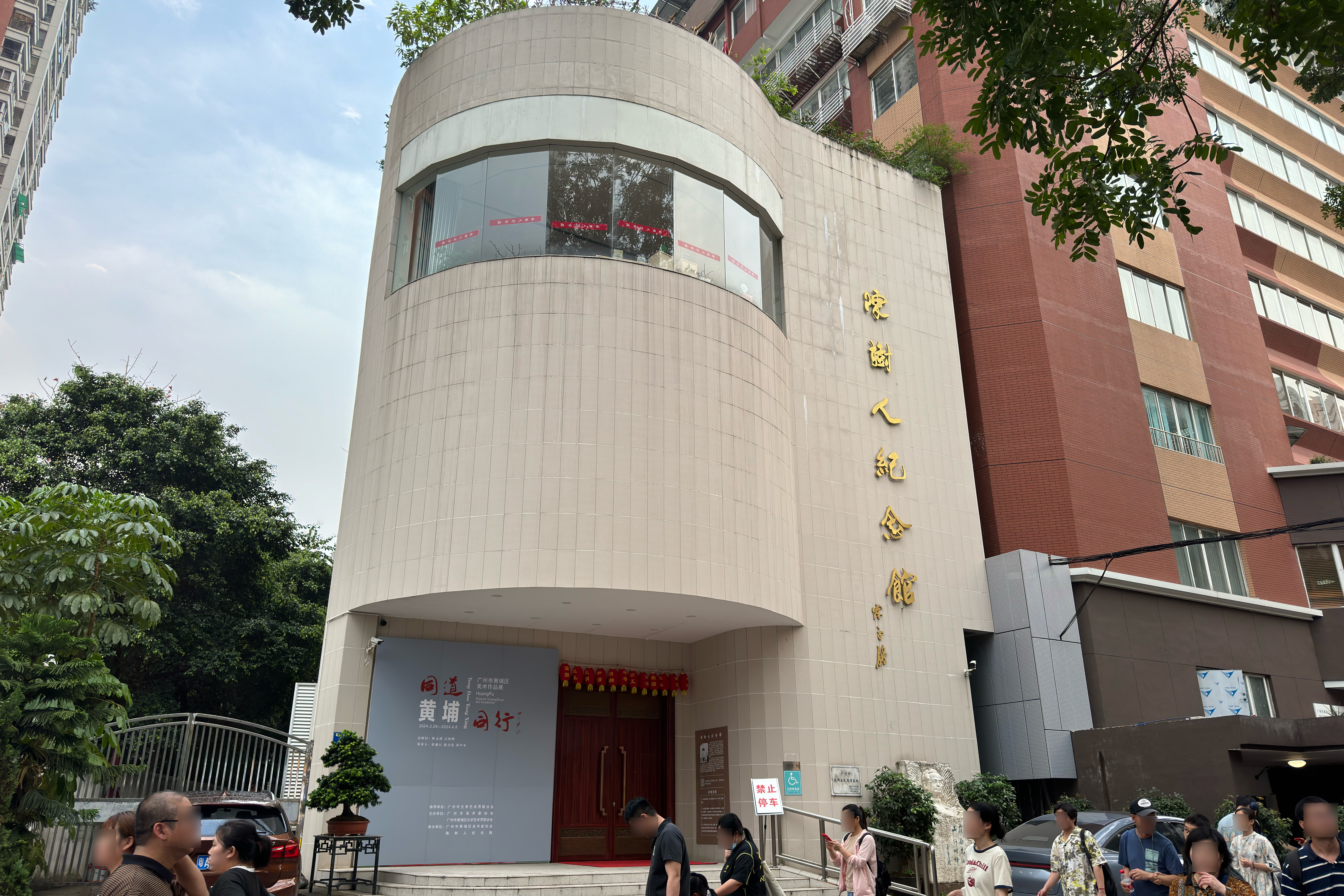
陈树人纪念馆

1988年，陈树人纪念馆于广州东山区（今属越秀区）署前路樗园舊址（陳樹人1927年所建私宅，毁于抗日战争）建成。

## 備註
1. ↑  中華民國僑務委員會稱他生日為1月13日，而1884年陽曆2月9日即該年農曆正月十三日